# Ralf Hütter
Ralf Hütter (Krefeld, 20 agosto 1946) è un musicista tedesco, membro fondatore assieme all'amico Florian Schneider, del gruppo di musica elettronica tedesco Kraftwerk.
Assieme a Schneider, Hütter si è occupato anche della produzione degli album, ed è il principale compositore dei brani della band (insieme allo stesso Schneider fino all'album Radio-Aktivität, e insieme a Karl Bartos a partire da Die Mensch-Maschine fino all'uscita di quest'ultimo dal gruppo).

## Biografia
Studiò al conservatorio di Düsseldorf, dove conobbe Florian Schneider. Nel 1970 Hütter e Schneider fonderanno i Kraftwerk dopo essersi staccati dal gruppo in cui precedentemente militavano, gli Organisation.
Tastierista, nei primi album Hütter suonerà organo Hammond e piano elettrico (occasionalmente anche chitarra e percussioni) per poi passare, a partire dall'album Ralf & Florian, al sintetizzatore. A partire da Autobahn inoltre Hütter diverrà la voce principale del gruppo, cantando tutte le canzoni incise dal gruppo, con l'unica eccezione di The Telephone Call, dall'album Electric Café, cantata da Karl Bartos.
Appassionato di ciclismo, Hütter fu coinvolto nel 1983 in un incidente in bicicletta durante il periodo di registrazione dell'album Technopop (in seguito pubblicato come Electric Café). Hütter entrò in coma e vi rimase qualche giorno, recuperando poi perfettamente: secondo quanto testimoniato da Karl Bartos, quando si risvegliò disse "Dov'è la mia bicicletta?".

## Vita privata
Poco o niente si sa della vita privata di Ralf. Vive vicino a Düsseldorf, ha una figlia nata negli anni '90 ed è possibile che sia sposato o che abbia una compagna.
Taciturno, estremamente riservato, Ralf concede raramente interviste in video, preferendo solitamente che vengano messe per iscritto. L'ex compagno Karl Bartos lo ha descritto come una persona molto precisa ma anche molto gentile.

## Discografia

### Discografia con i Kraftwerk

#### Album
- 1970 - Kraftwerk
- 1971 - Kraftwerk 2
- 1973 - Ralf & Florian
- 1974 - Autobahn
- 1975 - Radio-Aktivität
- 1977 - Trans Europa Express
- 1978 - Die Mensch Maschine
- 1981 - Computerwelt
- 1986 - Electric Café
- 1991 - The Mix
- 2003 - Tour de France Soundtracks
- 2005 - Minimum-Maximum